# Copelatus vagatus
Copelatus vagatus är en skalbaggsart som beskrevs av Guignot 1952. Copelatus vagatus ingår i släktet Copelatus och familjen dykare. Inga underarter finns listade i Catalogue of Life.